# Pflichtlager

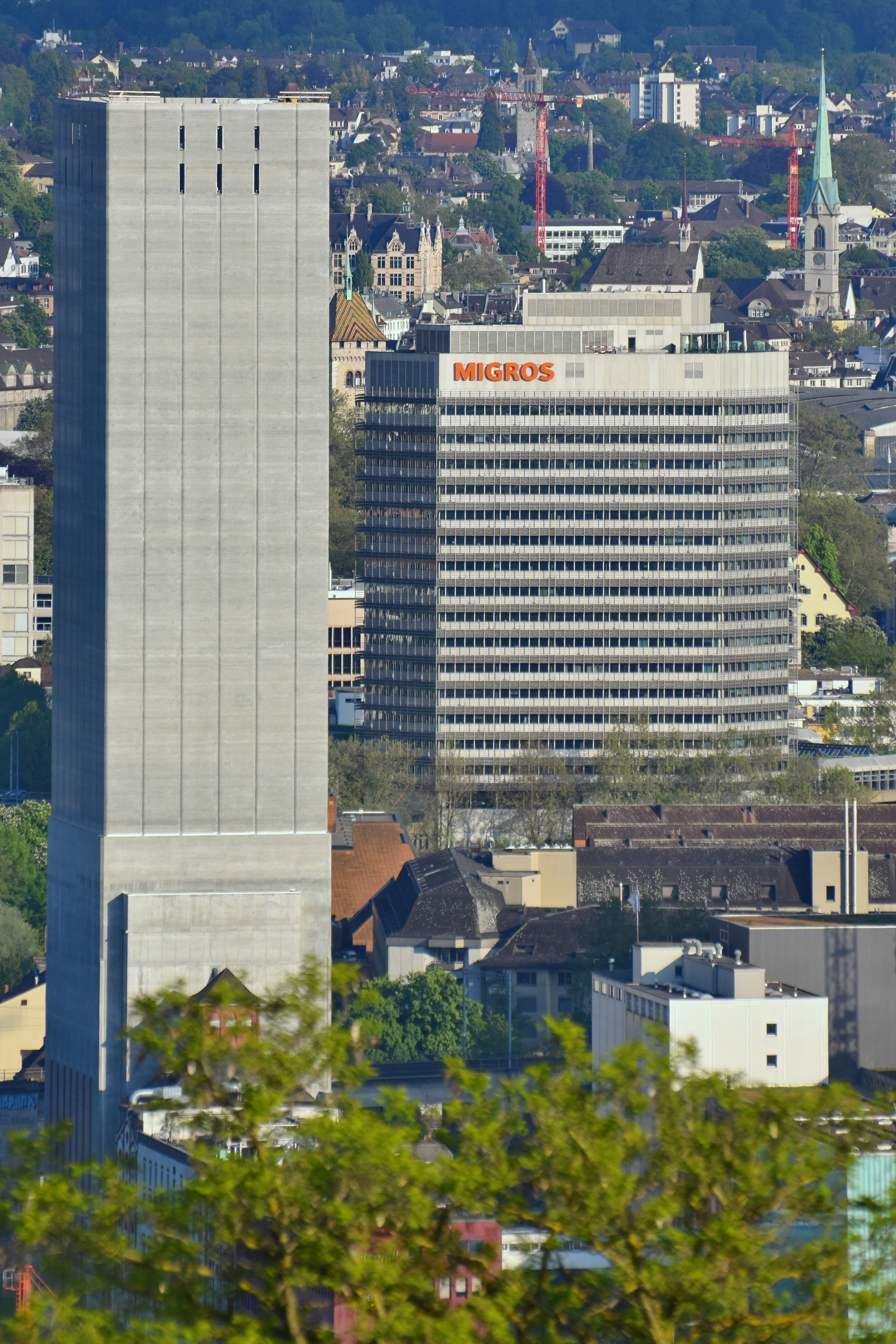
Swissmill Tower

Pflichtlager sind in der Schweiz ein rechtlich geregeltes System der wirtschaftlichen Landesversorgung zur Haltung von Notvorräten, um die Versorgungssicherheit in Krisen wahren zu können.
Im Bundesamt für wirtschaftliche Landesversorgung (BWL), Teil des Eidgenössischen Departement für Wirtschaft, Bildung und Forschung (WBF) ist die Sektion Pflichtlager die verantwortliche Behörde.

## Geschichte
Durch die Kontinentalsperre von 1806 wurden die eidgenössischen Behörden erstmals mit Versorgungsengpässen bei Baumwolle und Kolonialwaren konfrontiert.
Das System der Schweizer Pflichtlager wurde wegen der Nahrungsmittelknappheit nach dem Ersten Weltkrieg begründet. Der Bund errichtete Ende der 1920er Jahre als Reaktion erstmals einen Vorrat an Brotgetreide. Die Pflichtlagerpolitik war während längerer Zeit auf Kriegsereignisse ausgerichtet.
Seit den 1980er Jahren und dem Mauerfall stehen Naturkatastrophen, Bioterror, Epidemien, Streiks oder technische und wirtschaftliche Schwierigkeiten im Vordergrund der Planungen und der darauf beruhenden Bedarfsabschätzungen. Die Hochwasser im Jahr 1999 führten zur Sperrung der Rheinschifffahrt und zeigten, wie schnell sich die Versorgung mit Mineralölen verschlechtern kann.
Ab dem Jahr 2004 wurde die Bevorratung von Seife, Waschmittel, Schmieröl, Kakaobohnen und Saatgut aufgegeben und die Bevorratung von Lebensmitteln auf vier Monate gekürzt. Die Kosten der Lagerhaltung halbierten sich damals auf 130 Millionen Franken, etwa 18 Franken je Einwohner, im Jahr. Gelagert werden Produkte, die in der Schweiz nicht oder nicht in genügender Menge vorhanden sind, um bestimmte Krisenszenarien zu überstehen, wie z. B. Versorgungsunterbrechungen.
Im Februar 2021 wurde bekannt, dass das Parlament wieder ein Pflichtlager für Ethanol einführen will (siehe auch: Schweizer Ethanolimport). Am 19. April 2023 hat der Bundesrat eine Vernehmlassung eröffnet, wonach die Ernährungspflichtlager, zusammen mit der einheimischen Produktion, neu für ein Jahr lang reichen sollen. Die Pflichtlager für Tierfutter sollen hingegen verkleinert werden. Die Vernehmlassung lief bis am 11. August 2023.
Im Februar 2024 stimmte der Nationalrat einstimmig einer Erhöhung der Bundesgarantien für Pflichtlager von 540 auf 750 Mio. Franken und einer Verlängerung auf zehn Jahre zu.
Die Lager werden in einer vom Staat festgelegten Menge von der Privatwirtschaft vorgehalten. Die Kosten der Vorratshaltung werden über eine Umlage auf die Preise der Güter aufgeschlagen. Zum Pflichtlager gehören insbesondere Lebensmittel, Heilmittel und Erdölprodukte.
Wichtige Zusammenschlüsse der Industrie zur Erfüllung der Pflichten werden in den folgenden Abschnitten erläutert.

## réservesuisse genossenschaft
Die private réservesuisse genossenschaft, entstanden 2004 aus dem Zusammenschluss der Treuhandstelle der Schweizerischen Lebensmittelimporteure (TSL) und der Treuhandstelle der Schweizerischen Getreidepflichtlagerhalter (TSG), verwaltet das Pflichtlager für Lebensmittel und Futtermittel.
Vorgehalten werden für den durchschnittlichen Bedarf der Schweizer Bevölkerung
- von drei Monaten: Zucker und Kaffee
- von vier Monaten: Reis, Speiseöle/-fette, Brotgetreide, Hartweizen

sowie als Energie- und Proteinträger zur menschlichen Ernährung als auch zu Futterzwecken
- Energieträger (Durchschnittsbedarf für 3 Monate)
- Proteinträger (Durchschnittsbedarf für 2 Monate)

## Agricura
Die Genossenschaft Agricura bevorratet Düngemittel. Das WBF hat am 20. Dezember 2021 per Verordnung eine Pflichtlagerfreigabe für Düngemittel genehmigt. Die Verordnung trat am 15. Januar 2022 in Kraft. Die heutige Landwirtschaft in der Schweiz ist nahezu zu 100 Prozent auf Düngerimporte angewiesen.

## Helvecura
Die ebenfalls als Genossenschaft organisierte Helvecura, die Treuhandstelle der Schweizerischen Heilmittel-Pflichtlagerhalter, bevorratet Medikamente, vor allem Antibiotika und antivirale Mittel.
Aber auch Insulin für 2 Monate wird vorgehalten. Wegen einer schweren weltweiten Mangellage bei Tollwutimpfstoffen, werden diese ab dem 26. Februar 2024 nicht mehr für die Reisemedizin abgegeben. Die Pflichtlagerfreigabe fand bereits Ende 2023 statt. Eine Entspannung der Versorgungslage wird in rund zwei Jahren erwartet.

## Carbura
Die Carbura wurde 1932 gegründet und ist die Pflichtlagerorganisation der schweizerischen Mineralölwirtschaft.
Diese muss Vorräte vorhalten, die den Bedarf der Schweiz an Autobenzinen, Dieselöl, Heizölen für 4,5 Monate sowie den für Flugpetrol für drei Monate abdecken. Die vorgeschriebenen Mindestreserven können bei besonderen Ereignissen, wie etwa durch einen tiefen Pegelstand des Rheins (z. B. während der Dürre und Hitze in Europa 2018 oder 2022) auch unterschritten werden.
Die Pflichtlager für Mineralölprodukte wurden zuletzt in den Jahren 2005, 2010, 2019 und 2022 freigegeben. Im Jahr 2022 war eine globale Energiekrise der Grund für die Freigabe.
Eines der Tanklager befindet sich in Häggenschwil, das grösste in Mellingen.